# Maria van Valckenisse

Portret van Maria Magdalena ab Angelis

Maria Margaretha van Valckenisse (ook genoemd als: ... van Valkenisse, ... der Engelen, Maria ab Angelis of de Heilige Non van Oirschot) (Antwerpen, 1605 – Oirschot, 5 februari 1658),  genoemd, was een volksheilige.

## Biografie
Zij was een dochter van Filips van Valckenisse, die secretaris was van de stad Antwerpen. In 1624 trad ze toe tot de Karmelitessen van Antwerpen, waar ze haar kloosternaam ab Angelis aannam.
Door haar extreme verstervingen kreeg ze al snel een faam van heiligheid. Sommige nonnen bewaarden haarlokken en zelfs stukken van vlees dat uit wonden gesneden was, als reliek. Zij had een bijzondere voorliefde voor de verering van het heilig Sacrament en wenste dat haar lichaam, na haar dood, zou oplossen tot olie, opdat daarmee de godslamp voor het tabernakel brandende kon worden gehouden.
In 1644 stichtte zij, onder bescherming van Frederik Hendrik, een karmelitessenklooster te Oirschot, waarvan zij priorin was. Dit klooster was gevestigd in huis Bleijendaal, in de huidige Nieuwstraat.
Zij probeerde zich in te leven in het lijden van Christus, wat nogal extreme vormen aannam. Ze onderging allerlei beproevingen, zoals het eten van afval en het slapen zonder deken in de winter. Uiteindelijk bleek zij ook in staat het lijden van anderen over te nemen. De gelovigen zagen in haar de heiligheid groeien en vele gaven werden haar toegeschreven, zoals op twee plaatsen tegelijk zijn (bilocatie) en het hebben van voorspellende dromen. In 1654 ontving zij de stigmata. Ze werd regelmatig verzocht door de duivel, maar wist alle aanvallen af te slaan.
Haar dood ging, naar men beweerde, gepaard met allerlei tekenen zoals het verschijnen van kruisen en lichtverschijnselen.
Na haar dood lag haar lichaam van 5 februari tot 24 juli 1658 opgebaard in de kloosterkapel. Na drie dagen voerde Arnold Fey sectie op het lichaam uit en ontdekte allerhande wonderlijke zaken, en ook zou het mes waarmee hij de sectie had verricht, geneeskrachtige gaven hebben. Er zou na twee maanden een geneeskrachtige olie uit haar lichaam zijn gaan vloeien, die een geneeskrachtige werking bleek te hebben, wat vele pelgrims trok. Flesjes en doekjes met deze olie waren zeer gewild, evenals andere lichaamsvloeistoffen, huidschilfers en dergelijke. Er wordt beweerd dat er 100 flesjes van 200 gram met de olie werden gevuld. Jacobus van Houbraken, vicaris van de bisschop van 's-Hertogenbosch, gelastte een onderzoek hetgeen geschiedde te Leuven. Het resultaat daarvan was dat het lichaam in een bovennatuurlijke toestand verkeerde.

## Ontvoering en herbegrafenis
Uiteindelijk is haar lichaam begraven, maar het werd weer opgegraven in 1662 en opnieuw in een open kist in de kapel opgebaard. Vanzelfsprekend kwamen deze paapse superstitiën ook de Staatse autoriteiten ten gehore. Toen er een verzoek van Lodewijk XIV van Frankrijk kwam om olie voor de genezing van zijn dochter, was de maat vol, zodat de autoriteiten het lichaam naar 's-Hertogenbosch 'ontvoerden', met behulp van 160 soldaten. Daar werd het onderworpen aan een inspectie, waarbij onder meer katholieke en protestantse doktoren betrokken waren. Deze artsen kwam tot een resultaat dat geheel tegengesteld was aan de eerdergenoemde onderzoeksuitslag uit Leuven. Daarop werd het lichaam bijgezet in de doopkapel van de Sint-Janskathedraal. Hierop werd een koperen plaat met opschrift bevestigd, die in de 19e eeuw verwijderd is. In 1795 werden een aantal van haar beenderen opgegraven, die door de pastoor van Leefdaal zijn opgehaald. De helft hiervan is in 1931 teruggekeerd naar Oirschot, toen daar een nieuw Karmelitessenklooster werd gesticht.
Het lijk werd in 's-Hertogenbosch naar de Sint-Janskathedraal vervoerd in de koets van Jacob Ferdinand Sweerts de Landas, die president-schepen van die stad was. Hij was een broer van de latere heer van Oirschot, Maarten Christiaan Sweerts de Landas.
De voorwerpen, flesjes olie enzovoorts zijn in 1663 meegenomen naar Mol, waar een nieuw klooster werd gesticht. Aan het begin van de 18e eeuw kwamen ze terecht in een nieuw gesticht klooster te Willebroek. Toen in 1792 in de Zuidelijke Nederlanden de kloosters werden opgeheven raakten de relieken verspreid. Vele daarvan zijn later terug in Oirschot gekomen en in 1991 tentoongesteld.

## Zaligverklaringsproces
In maart 2014 vaardigde bisschop Hurkmans van Den Bosch een decreet uit om een proces van zalig- en heiligverklaring Maria Margaretha te starten. In juni 2018 heeft zijn opvolger mgr. De Korte besloten om het proces stil te leggen omdat het niet realistisch is, mede gezien de geringe devotie voor Maria Margaretha.